# CSM Lugoj
CSM Lugoj är en sportklubb från Lugoj, Rumänien grundad 2002.
Ursprungligen hade den handboll, brottning och volleyboll på programmet. Senare följde boxning, fotboll, gymnastik och schack och 2021 tillkom friidrott, karate och bordtennis.
Volleybollklubben spelar i Divizia A1 (högsta serien). De har deltag i europeiska cuper vid flera tillfällen, bland annat nådde de kvartsfinal i CEV Challenge Cup 2021–2022. Fotbollslaget spelar (2022) i rumänska fjärdedivisionen.  Brottningslaget är ett av de bästa i landet med flera vunna nationella mästerskap.